# The Reckoning (film, 2003)
Pour les articles homonymes, voir The Reckoning.
Pour plus de détails, voir Fiche technique et Distribution.
The Reckoning est un thriller britannico-espagnol réalisé par Paul McGuigan, sorti en 2003.
Le film se déroule dans l'Angleterre du Moyen Âge. Un prêtre se rallie à une troupe de comédiens itinérants. Lorsqu'ils s'installent dans un petit village pour y donner une représentation théâtrale, ils découvrent qu'une personne a été tuée. L'accusée est une jeune fille simple d'esprit, soupçonnée de sorcellerie et condamnée à mourir. Le prêtre va tenter de percer le mystère en reconstituant le meurtre dans une pièce de théâtre.

## Synopsis
En 1380, en Angleterre, le prêtre Nicholas fuit son village lorsqu'il est trouvé en flagrant délit avec une femme mariée. Pendant sa fuite, il assiste à les derniers instants d'un membre de groupe pour le soulager de ses douleurs récurrentes. Il se fait ainsi connaître d'eux et est capturé. Il découvre qu'il s'agit d'une troupe d'acteurs de théâtre ambulant qui pensent qu'il est un voleur et un meurtrier. À contrecœur, ils l'autorisent à rejoindre leur troupe pour remplacer le membre décédé. Au cours de leur voyage vers la ville suivante, ils sont contraints de se rendre dans un nouveau quartier après l'effondrement d'un pont qui les empêche d'emprunter leur itinéraire normal. Ils doivent également réparer leur chariot qui transporte des marchandises, bien qu'ils n'aient pas d'argent. La troupe finit par atteindre une ville étrange dont le château est en reconstruction. Sur leur passage, ils voient une jeune femme condamnée à mort pour avoir tué un garçon, sur le témoignage de Simon Damian, un moine bénédictin. Plus tard, la troupe joue une pièce biblique sur la Passion du Christ mais comme l'explique le chef de la troupe, Martin, il y a si peu de participants qu'ils ne peuvent enterrer le membre de la troupe mort et réparer leur charrette.
Martin prend la décision de jouer une nouvelle pièce basée sur les événements entourant le meurtre de l'enfant. Lui et Nicholas rendent ainsi visite à la femme muette et condamnée dans les cachots et en ressortent avec la ferme conviction qu'elle est innocente. La femme est dépeinte comme une séductrice, ce qui rend aggrave la colère de la foule et des parents du garçon mort, puisque ce dernier était considéré comme étant vertueux et fort physiquement pour se laisser séduire. Le seigneur Plantagenêt de Guise observe depuis le château les débordements des paysans et envoie le shérif évacuer la place par la force. Quittant les lieux, la troupe apprend d'autres détails sur la mort et la disparition de garçons. Le soir même, la troupe est informée qu'elle est priée de quitter la ville aux premières lueurs du jour mais les convictions de Nicholas le poussent à déterminer lui-même ce qui est arrivé au garçon. Ainsi, dans la nuit, le corps est découvert et il est établi qu'il a été victime de sodomie avant de mourir en plus d'avoir été exposé à la peste. 
Par la suite, le juge du roi et son écuyer rencontrent Nicholas et lui font part de leurs soupçons et le prêtre est alors contraint de quitter la ville mais il ne tarde pas à revenir, déguisé en moine pénitent. La troupe poursuit quant à elle son voyage vers Durham mais Martin renonce à son rôle de chef et revient. De son côté, Nicholas rend visite au moine qui a témoigné lors du procès pour lui dire tout ce dont il sait. Le moine lui révèle alors qu'il n'a rien à voir avec la mort, laissant entendre qu'il protège quelqu'un d'autre et Nicholas est plus tard retrouvé par Martin. Tous deux apprennent alors par le juge du roi que le moine a été retrouvé mort, et avec lui, toute chance de preuve concernant les penchants de Guise. Il les informe encore que ce dernier  prépare une révolte pour s'emparer du trône d'Angleterre. Le shérif révèle également qu'il semble que partout où Guise aille, de jeunes garçons disparaissent sans laisser de traces. Nicholas obtient alors d'autres preuves pour démontrer que la femme n'est pas le véritable assassin, arguant que le corps qui a été retrouvé avec une rigidité cadavérique, signifie que le meurtre est plus récent. Le jour de l'exécution est fixé mais avant qu'elle ne puisse avoir lieu, la troupe revient et s'empare de l'échafaud comme scène pour sa nouvelle pièce basée sur les informations de Nicolas et Martin. La pièce de théâtre est jouée, ce qui suscite la fureur de la foule contre leur seigneur. Les gardes sont à nouveau appelés pour rétablir l'ordre. Les acteurs sont forcés à se rendre à l'église où, à leur insu, Guise fait acte de pénitence.
Plus tard, Nicolas confronte Guise, à qui il présente les preuves accumulées de son enquête et le seigneur admet tout avec un air d'invulnérabilité, sachant qu'il est intouchable dans le système féodal. Lorsque Guise interroge Nicolas sur ses péchés, celui-ci avoue qu'il a assassiné le mari de la femme avec laquelle il a été surpris, après qu'il l'ait attaqué. En partant, Guise apprend de Nicolas qu'il a été exposé à la peste. De Guise poignarde alors Nicolas, qui trébuche à l'extérieur de l'église. De Guise retourne à son château à travers la foule des citadins, ignorant les révélations de la nouvelle pièce. Il atteint la porte pour découvrir que la herse est abaissée et qu'il est entouré par la foule, qui le lynche et met ensuite le feu au château. Les nouvelles autorités de la ville espèrent que la raison de ces décès sera oubliée. Le juge du roi promet que l'œuvre de Nicholas sera racontée au roi mais Sarah répond que Nicholas n'a pas agi pour le bien du roi, mais pour les accusés à tort, et pour sa propre rédemption. Martin annonce que Nicholas vivra dans leur nouvelle pièce, qui sera présentée lorsqu'ils arriveront à Durham. 
La troupe part alors tandis que le château est réduit en cendres.

## Fiche technique
- Titre original et français : The Reckoning
- Réalisateur : Paul McGuigan
- Scénario : Mark Mills, d'après le roman Morality Play de Barry Unsworth
- Photographie : Peter Sova
- Musique : Adrian Lee et Mark Mancina
- Montage : Andrew Hulme
- Production : Caroline Wood
- Sociétés de production : Kanzaman, M.D.A. Films S.L. et Renaissance Films
- Société de distribution : Entertainment Film Distributors
- Pays d'origine :  Royaume-Uni,  Espagne
- Langue : anglais, espagnol
- Format : Couleurs - 1,85:1 - Dolby - 35mm
- Genre : Thriller
- Durée : 112 minutes
- Dates de sortie : 
  - Royaume-Uni : 4 juin 2004

## Distribution
- Paul Bettany : Nicholas
- Willem Dafoe : Martin
- Brian Cox : Tobias
- Gina McKee : Sarah
- Simon McBurney : Stephen
- Tom Hardy : Straw
- Stuart Wells : Springer
- Vincent Cassel : Lord de Guise
- Ewen Bremner : Simon Damian
- Mark Benton : Shérif
- Hamish McColl : l'aubergiste
- Matthew Macfadyen : le juge du roi
- Marián Aguilera : l'amoureuse de Nicholas
- Elvira Mínguez : Martha
- Richard Durden: le juge